# ۱۶۶۳ (میلادی)
۱۶۶۳ (میلادی) هزار و ششصد و شصت و سومین سال تقویم میلادی است.

## رویدادها
- ساخت اولین ماشین مولد الکتریسیته

## زادگان
- ۲۵ مه – یوهان دینتسن‌هوفر، معمار آلمانی (د. ۱۷۲۶)
- ۳۱ اوت – گویلام امنتنس، فیزیک‌دان فرانسوی (د. ۱۷۰۵)

## درگذشتگان
- ۲۸ دسامبر – فرانچسکو گریمالدی، فیزیک‌دان، ریاضی‌دان، و ستاره‌شناس ایتالیایی (ز. ۱۶۱۸)